# Dudvamolyok
A dudvamolyok (Evergestinae) a valódi lepkék közül a fényiloncafélék (Pyralidae) családjának egyik alcsaládja.
Sok faj tartozik ide; többségük Európában és Közép-Ázsiában él; korábban egyes rendszerezők a fűgyökérrágó molyfélék, mások a tűzmolyfélék (Pyraustidae) családjába sorolták őket – azóta mindkét családot beolvasztották a fényiloncafélék közé. Hazánkból nyolc fajukat ismerjük. A lepkék éjszaka repülnek, a mesterséges fény vonzza őket. A hernyók tápnövényei főként keresztesvirágúak: a vadon élő és a termesztett fajokon egyaránt gyakran előfordulnak.

## Ismertebb fajok
- repcebecőmoly (Evergestis extimalis (Scopoli, 1763)